# Thomas Dempster

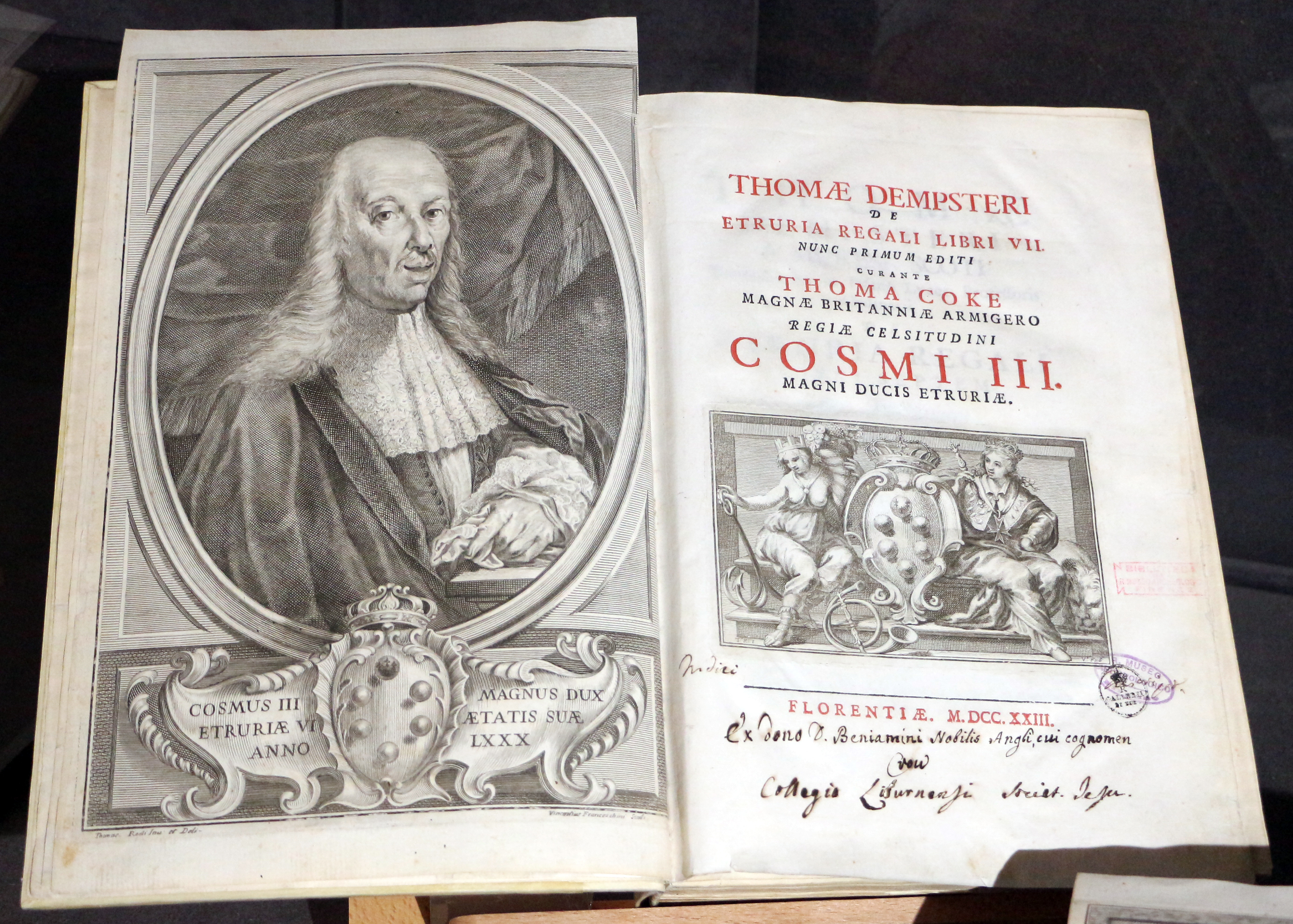
De Etruria Regali

Thomas Dempster (ur. 23 sierpnia 1579, Aberdeenshire; zm. 6 września 1625) – szkocki uczony i historyk. Uważany za prekursora współczesnej etruskologii. 
Urodzony w rodzinie arystokratycznej, podróżował po Francji i Włoszech, wiedziony z miejsca na miejsce przez serię barwnych zdarzeń. W końcu, znalazł się pod opieką i mecenatem Wielkiego Księcia Toskanii - Kosmy II, który zlecił mu napisanie pracy nt. Etrusków. Trzy lata później wręczył księciu gotowy rękopis, swojego najdonioślejszego dzieła – De Etruria Regali Libri (pol. O królewskiej Etruriiw siedmiu księgach), pierwszy szczegółowy opis cywilizacji etruskiej. Pomimo wagi dzieła, swojego pierwszego wydania, doczekało się dopiero w 1723. Wydawcą był Thomas Coke, w którego bibliotece, w Holkham, nadal znajduje się oryginał.

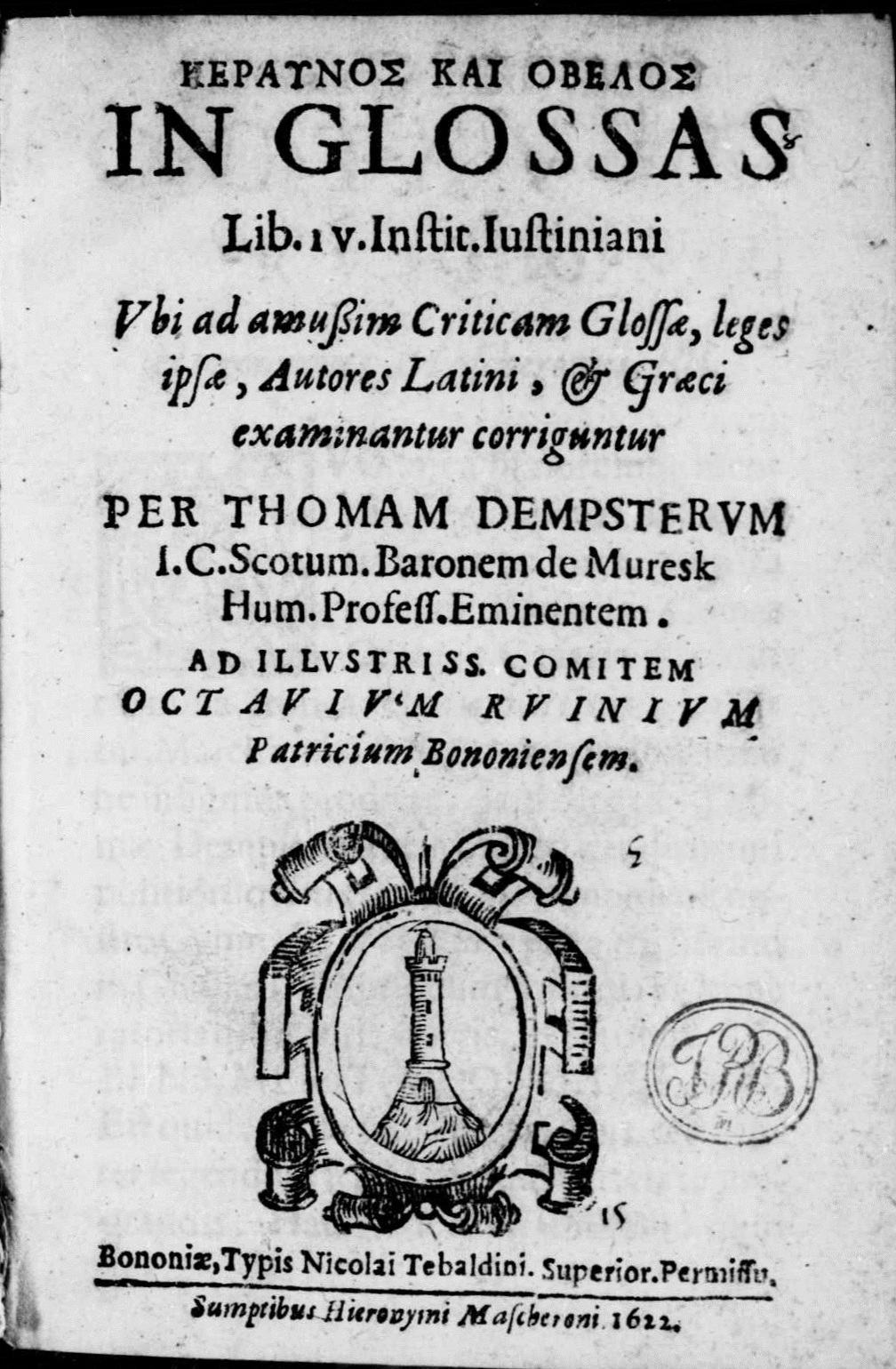
Keraunos kai obelos in glossas librorum quatuor Institutionum, 1622